# Thảm họa mỏ ngọc thạch Hpakant 2015
Vào ngày 22 tháng 11 năm 2015, một trận lở đất lớn ở Hpakant, bang Kachin, miền bắc Myanmar đã giết chết ít nhất 116 người gần mỏ ngọc thạch, với khoảng 100 người mất tích.

## Vụ lở đất
Vụ lở đất xảy ra vào đầu giờ sáng, khi một đống đất thải nhân tạo khai thác từ mỏ ngọc bích gần đó sụp đổ. Nhiều người trong số những người thiệt mạng là những người sống trong một ngôi làng nhỏ gần đống chất thải, bao gồm cả những người khai thác mỏ và những người khác đã nhặt rác qua đất hoang để tìm tàn dư ngọc để bán. Nguyên nhân của sự sụp đổ chưa rõ.
Các nỗ lực cứu hộ của Hội Chữ thập đỏ Myanmar và các nhóm khác đã được thực hiện để tìm và phục hồi những người sống sót; một người được kéo ra từ đống đổ nát còn sống, nhưng sau đó chết vì bị thương. Ít nhất 116 thi thể đã được báo cáo là đã được kéo ra. Khoảng một trăm người đã được báo cáo là mất tích. Tổng số thương vong không thể ước tính chính xác, vì không biết chính xác số người sống gần khu vực này. Theo một quan chức của Tổng cục quản lý thị trấn Hpakant, người dân đã được cảnh báo tránh sống gần đống chất thải vì khả năng sạt lở. 

## Điều tra
Ngành khai thác ngọc ở Myanmar tạo ra doanh thu hàng năm ước tính khoảng 31 tỷ USD. Hiện tại vẫn chưa rõ công ty nào chịu trách nhiệm về bãi thải, mặc dù được biết trước cuộc bầu cử dân chủ năm 2015, nhiều mỏ trong số này đã bị lãnh đạo quân đội nước này kiểm soát, dẫn đến các hành vi an toàn và tham nhũng đáng nghi ngờ. Tử vong do lở đất tương tự là phổ biến, nhưng không có quy mô nào của vụ lở đất Hpakant. Người phát ngôn của đảng Liên minh Quốc gia vì Dân chủ cho biết họ sẽ điều tra các công ty và các hoạt động dẫn đến thảm họa này. 